# Henrique IV de Meclemburgo-Schwerin
Henrique IV (1417 – 9 de março de 1477) foi, de 1422 a 1477, Duque de Meclemburgo.

## Vida
Henrique IV de Meclemburgo, por causa de sua obesidade e estilo de vida luxuoso, também chamado de  "Henrique, o Gordo", era filho do Duque João IV de Meclemburgo e Catarina de Saxe-Lauemburgo.
Ele herdou Meclemburgo quando seu pai morreu, em 1422. Sua mãe, Catarina, e seu tio, Alberto V, atuaram como regentes até 1436. Ele, então, governou ,juntamente com o seu irmão, João V, até a sua morte de seu irmão, em 1442. Em maio de 1432, casou-se com Doroteia de Brandemburgo, Duquesa de Meclemburgo, filha do Eleitor Frederico I de Brandemburgo.
Com a morte do Príncipe Guilherme de Werle, em 1436, a linha masculina do ramo Werle, da Casa de Meclemburgo foi extinta, e Werle ficou para o Ducado de Meclemburgo. Depois que o Duque Ulrico II de Mecklenburg-Stargard morreu, em 1471, Meclemburgo foi novamente unida sob um governante.
A Guerra de Sucessão de Estetino, entre os Duques da Pomerânia e os Eleitores de Brandemburgo, terminou no final de maio de 1472, através da mediação de Henrique.
No final de sua vida, ele gradualmente transferiu seu poder aos seus filhos Alberto, João e Magno. Após a morte de Henrique, eles governaram em conjunto, até que João morreu, em 1474, e Alberto, em 1483. Depois da morte de Alberto, Magno governou sozinho. Seu irmão mais novo, Baltazar, pouco se importava com os negócios do governo.
Henriquemorreu em 1477 e foi sepultado na Abadia de Doberan.

## Descendência
- Alberto VI (morto em 1483), Duque de Meclemburgo
- João VI (morto em 1474), Duque de Meclemburgo
- Magno II, Duque de Meclemburgo
- Catarina (1442-1451/52)
- Ana (1447-1464)
- Isabel (1449-1506), Abadessa do Ribnitz
- Baltazar, Duque de Meclemburgo, coadjutor da Diocese de Schwerin, até 1479.